# Vanderbijlpark
Vanderbijlpark è una città del Sudafrica, nella provincia del Gauteng. Ha una popolazione di oltre 200 000 persone.
Vanderbijlpark ospita un importante impianto siderurgico di proprietà della ArcelorMittal.